# Барон, Бритт
Бритт Барон (англ. Britt Baron ; род. 16 октября 1991), урождённая Бриттани Ноэль Уомолеале (англ. Brittany Noelle Uomoleale) — американская актриса, наиболее известная по роли Жюстин в американском комедийно-драматическом сериале «Блеск» (2017) от Netflix и Тифы Локхарт в Final Fantasy VII Remake (2021).

## Биография

### Ранняя жизнь
Бритт Барон родилась в городе Уайт-Плейнс (Нью-Йорк) и выросла в Уэстпорте (Коннектикут). В 2013 году окончила Мичиганский университет.

### Карьера
Барон играла в театре, снималась в кино и озвучивала вымышленных персонажей. Она сыграла в постановках «К востоку от рая» и «Большой зал» в театральной труппе «Steppenwolf» (Чикаго). 

## Личная жизнь
Является убеждённой демократкой. В 2022 году Барон вышла замуж за Табера Онтанка. 

## Фильмография

### Фильмы
| Год  | Название       | Роль |
| ---- | -------------- | ---- |
| 2015 | Сетки сумерек  | Лив  |
| 2018 | Bushwick Beats | Сэди |
| 2021 | Отзвуки        | Дани |

### Телевидение
| Год          | Название                                | Роль                              |
| ------------ | --------------------------------------- | --------------------------------- |
| 2014         | Падение Дженнифер                       | Софи                              |
| 2014         | Неуклюжая                               | Сексуальная сумасшедшая студентка |
| 2015         | Halo. Падение Предела                   | Взрослая Линда (озвучка)          |
| 2015         | Полиция Чикаго                          | Девушка с вечеринки               |
| 2016–2017    | Мыслить как преступник: За границей     | Джози Гарретт                     |
| 2017         | Анатомия страсти                        | Мэри Паркмэн                      |
| 2017–2019    | Блеск                                   | Жюстин Бьяджи                     |
| 2017         | Люцифер                                 | Мэгги Коул                        |
| 2018–present | Академия лыжного мастерства Роба Риггла | Брит Брит Хэмстейк                |
| 2019–present | Юная Лига Справедливости                | Лайввайр (озвучка)                |
| 2020         | Навстречу тьме                          | Валентина Фоукс                   |
| 2020         | Кое-что о Гарри                         | Стэйсия Купер                     |

### Видеоигры
| Год  | Название                               | Роль                                    |
| ---- | -------------------------------------- | --------------------------------------- |
| 2015 | Halo 5: Guardians                      | Линда-058, другие персонажи             |
| 2016 | Skylanders: Imaginators                | Аврора / Воображатели                   |
| 2016 | Dishonored 2                           | Ведьма                                  |
| 2017 | Agents of Mayhem                       | Солдат                                  |
| 2017 | Dishonored: Death of the Outsider      | Ведьмы                                  |
| 2018 | Destiny 2: Forsaken                    | Ада-1                                   |
| 2020 | Final Fantasy VII Remake               | Тифа Локхарт                            |
| 2020 | Fallout 76: Wastelanders               | Тесса Крюс, поселенцы, другие персонажи |
| 2022 | Crisis Core: Final Fantasy VII Reunion | Тифа Локхарт                            |
| 2023 | Star Wars Jedi: Survivor               | Габс                                    |
| 2024 | Final Fantasy VII Rebirth              | Тифа Локхарт                            |

### Аудиокниги
| Год  | Название        | Роль       |
| ---- | --------------- | ---------- |
| 2015 | Дождь призраков | Рэйн Касик |